# کریستیان فرناندز
کریستیان فرناندز (انگلیسی: Christian Fernández؛ زادهٔ ۱۵ اکتبر ۱۹۸۵) بازیکن فوتبال اهل اسپانیا است.
از باشگاه‌هایی که در آن بازی کرده‌است می‌توان به باشگاه فوتبال دی‌سی یونایتد، باشگاه فوتبال راسینگ سانتاندر، باشگاه فوتبال اوئسکا، باشگاه فوتبال رئال اویدو، باشگاه فوتبال آلمریا، و باشگاه فوتبال لاس پالماس اشاره کرد.